# Przygiełkowiska Koło Gozdnicy
Przygiełkowiska Koło Gozdnicy este o arie protejată (sit de importanță comunitară — SCI) din Polonia întinsă pe o suprafață de 1.767,7 ha, integral pe uscat.

## Localizare
Centrul sitului Przygiełkowiska Koło Gozdnicy este situat la coordonatele 51°25′56″N 15°02′45″E / 51.4321°N 15.0458°E.

## Înființare
Situl Przygiełkowiska Koło Gozdnicy a fost declarat sit de importanță comunitară în martie 2007 pentru a proteja 2 specii de animale.

## Biodiversitate
Situată în ecoregiunea continentală, aria protejată conține 10 habitate naturale: Ape stătătoare oligotrofe până la mezotrofe, cu vegetație de Littorelletea uniflorae și/sau de Isoëto-Nanojuncetea, Pajiști uscate europene, Pajiști calcaroase din nisipuri xerice, Formațiuni ierboase bogate în specii de Nardus, dezvoltate pe substraturi silicioase în zone montane (și în zone submontane, în Europa continentală), Turbării active, Mlaștini turboase de tranziție și turbării mișcătoare, Depresiuni pe substraturi de turbă de Rhynchosporion, Păduri de stejar și carpen Galio-Carpinetum, Păduri acidofile de stejar bătrân cu Quercus robur pe câmpii nisipoase, Mlaștini împădurite.
La baza desemnării sitului se află mai multe specii protejate de  nevertebrate (2): libelule (Leucorrhinia pectoralis), Ophiogomphus cecilia.